# Wiener Staatsoper
Wiener Staatsoper, indtil 1919 Wiener Hofoper, er det vigtigste operahus i Wien og et af verdens mest kendte. Foruden opera giver Staatsoper også balletforestillinger.

## Historie
I slutningen af 1861 begyndte det byggeri, der i 1869 stod færdigt som det nuværende operahus, opført efter planer fra arkitekterne August Sicard von Sicardsburg og Eduard van der Nüll.
Et luftangreb mod Wien i marts 1945 medførte omfattende skader på bygningen. Genopbygningen varede ti år, indtil Staatsoper kunne genåbnes den 5. november 1955 med en opførelse af Ludwig van Beethovens Fidelio.
Mens genopbygningen stod på, havde Staatsoper-ensemblet hjemsted i Volksopers bygning.

## Begivenheder
I statsoperaen finder blandt andet Operaballet sted, der afholdes hvert år.

## Direktører
Liste over direktører
| - Franz von Dingelstedt (1867-1870) - Johann von Herbeck (1870-1875) - Franz von Jauner (1875-1880) - Wilhelm Jahn (1881-1897) - Gustav Mahler (1897-1907) - Felix Weingartner (1. direktorat 1908-1911) - Hans Gregor (1911-1918) - Richard Strauss / Franz Schalk (1919-1924) - Franz Schalk (1924-1929) - Clemens Krauss (1929-1934) - Felix Weingartner (2. direktorat 1935-1936) - Erwin Kerber (1936-1940) - Heinrich Karl Strohm (1940-1941) - Lothar Müthel (1941-1942) - Karl Böhm (1. direktorat 1943-1945) | - Franz Salmhofer (1945-1954) - Karl Böhm (2. direktorat 1954-1956) - Herbert von Karajan (1956-1964) - Egon Hilbert (1964-1968) - Heinrich Reif-Gintl (1968-1972) - Rudolf Gamsjäger (1972-1976) - Egon Seefehlner (1. direktorat 1976-1982) - Lorin Maazel (1982-1984) - Egon Seefehlner (2. direktorat 1984-1986) - Claus Helmut Drese (1986-1991) - Eberhard Waechter (1991-1992) - Ioan Holender (1992-2010) - Dominique Meyer (2010-2020) - Bogdan Roščić (2020-) |

Liste over musikdirektører
- Claudio Abbado (1986-1991)
- Seiji Ozawa (2002-2010)
- Franz Welser-Möst (2010-2014)
- Philippe Jordan (2020-)

Også dirigenten Herbert von Karajan var i perioden 1956-1964 kunstnerisk leder og gennemførte princippet om at opføre alle operaer på originalsproget.

## Danskere på Staatsoper
Blandt de danske kunstnere, der har haft eller har tilknytning til Staatsoper, kan nævnes:
- August Bournonville
- Erik Schmedes
- Helge Rosvænge
- Else Brems
- Poul Elming
- Bo Boje Skovhus
- Michael Schønwandt
- Kenneth Greve
- Morten Frank Larsen
- Johan Reuter
- Julius Price

## Ekstern henvisning
- Wikimedia Commons har flere filer relateret til Wiener Staatsoper
- Wiener Statsoper – officiel website

48°12′11″N 16°22′09″Ø / 48.20306°N 16.36917°Ø